# Roella dregeana
Roella dregeana är en klockväxtart som beskrevs av A.Dc. Roella dregeana ingår i släktet Roella och familjen klockväxter. Inga underarter finns listade i Catalogue of Life.